# Socolari, Caraș-Severin
Socolari este un sat în comuna Ciclova Română din județul Caraș-Severin, Banat, România.
În anul 2016, satul avea puțin peste 100 de locuitori.

## Legături externe

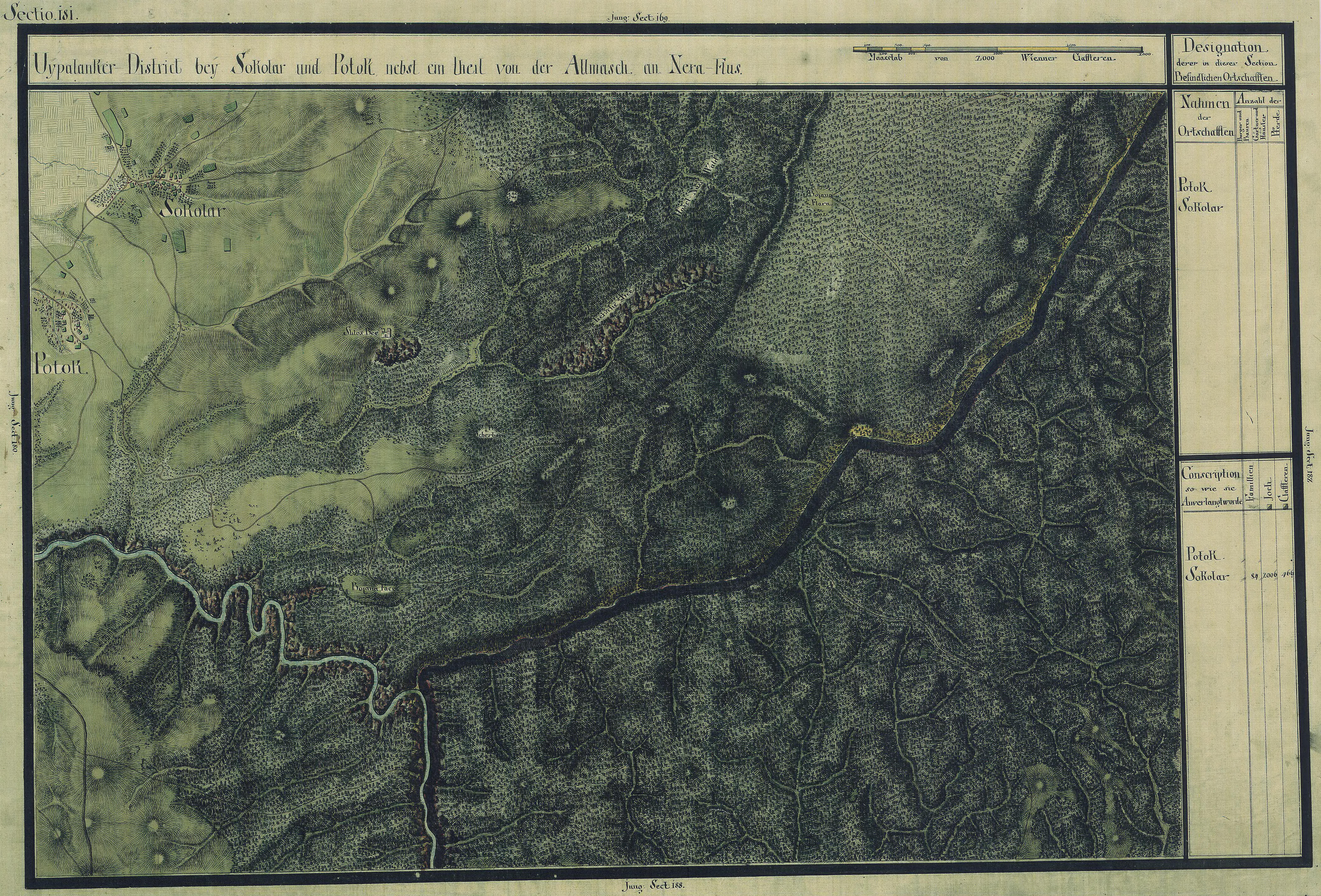
Socolari în Harta Iosefină a Banatului, 1769-72